# Mauricio Toro
Mauricio Andrés Toro Orjuela (Armenia, 13 de junio de 1983) es un politólogo de la Universidad Javeriana, especialista en innovación de la Universidad Externado, y magíster en administración de empresas del ISEAD adscrito a la Universidad Complutense de Madrid. Es el primer congresista abiertamente gay, elegido a la Cámara por Bogotá por el Partido verde con una votación de 19074 votos y el autor de la ley de pago a plazos justos.

## Biografía
Mauricio Toro Orjuela nació el 13 de junio de 1981 en Armenia, la capital del Quindío, en el seno de una familia cuyabra. Desde pequeño mostró inquietud por el emprendimiento, vendiendo diferentes objetos hechos a mano en el colegio.

## Formación académica
Estudió en el colegio Franciscano Pío XII, para luego pasar a la Universidad Javeriana de Cali, donde cursó 4 semestres de Ingeniería Civil, pero luego su vocación por la política lo lleva a cambiarse a Ciencia Política, teniendo que viajar a Bogotá, pues en la sede de Cali, no existía dicha carrera. 

## Trayectoria laboral
Inició su vida profesional en Bogotá en la planeación y ejecución de proyectos de fortalecimiento y reconocimiento a la gestión de la innovación de las alcaldías, con la Federación colombiana de municipios,  lo que lo llevó a emprender, y convertirse en cofundador de una firma consultora con énfasis en el desarrollo de productos y servicios para las empresas y entidades públicas. Durante este periodo, se inició como profesor de cátedra en el Colegio de Estudios Superiores Administrativos CESA, en la Pontificia Universidad Javeriana y en la Universidad Pontificia Bolivariana, en asignaturas como creatividad, emprendimiento, marketing e innovación.
En 2015 fue Gerente de Mentalidad y Cultura en iNNpulsa, la Unidad de Gestión de Crecimiento Empresarial del Gobierno Nacional, creada para promover el emprendimiento, la innovación y la productividad en Colombia. A mediados de 2016, con la renuncia de Daniel Quintero, el Gerente de aquel momento, fue nombrado como Gerente General. 
En 2018 llegó a la Cámara de Representantes con el programa “Nos tocó a los ciudadanos ser políticos”. Su labor como congresista se ha centrado en la defensa de los emprendedores y las MiPymes del país y en temas de tecnología e innovación.
Como congresista ha presentado varios proyectos de ley como el de “pago a plazos justos”, regulación del transporte intermediado por plataformas digitales, protección al trabajo digital, criptoactivos, prevención de incendios forestales. y etiquetado de comestibles ultraprocesados. El proyecto de ley "pago a plazos justos" es hoy ley de la república.
En el 2019, fue ponente de la ley que prohíbe el asbesto en Colombia, de autoría de la senadora Nadia Blel, luego de 7 proyectos fallidos.
Es Miembro de la Comisión Séptima de la Cámara de Representantes, Miembro de la Comisión de Acusaciones de la Cámara de Representantes, Miembro de la Bancada de Bogotá en la Cámara de Representantes y Presidente de la Comisión Accidental por El Emprendimiento.
El 29 de agosto de 2022, el ministro de educación, Alejandro Gaviria anunció a través de su cuenta de Twitter, que Mauricio Toro es el nuevo presidente de Icetex, con el fin de fortalecer la institución en una misión social para lograr una financiación a los estudiantes justa y equitativa para la educación de todos los colombianos.

## Publicaciones
Es coautor del libro ¿Qué transmite su marca? Estrategias para innovar desde la comunicación

## Reconocimientos
- En 2011 ganó el Premio de Innovación en Desarrollo de Producto.[27]
- Elegido como uno de los 10 mejores Representantes de la Cámara de Representantes, en Panel de Opinión 2019 que realiza la firma Cifras y Conceptos.[28]